# 努库特市镇
努库特市镇（俄语：Муниципальное образование «Нукуты»）是俄罗斯联邦伊尔库茨克州努库茨基区所属的一个市镇。其下辖有个居民点，行政中心为努库特。据2016年统计，该市镇的人口为1306人。